# Monorai erődtemplom
A monorai erődtemplom műemlék Romániában, Fehér megyében. A romániai műemlékek jegyzékében az AB-II-a-B-00250 sorszámon szerepel.